# Axiomatische Mengenlehre
Als axiomatische Mengenlehre gilt jede Axiomatisierung der Mengenlehre, die die bekannten Antinomien der naiven Mengenlehre vermeidet. Die verbreitetste Axiomatisierung in der modernen Mathematik ist die Zermelo-Fraenkel-Mengenlehre mit Auswahlaxiom (ZFC). Die älteste Axiomatisierung stammt von Georg Cantor, dem Gründer der Mengenlehre.

## Geschichte und Ausprägungen
Erste Axiomatisierungen der Mengenlehre wurden schon vor der Entdeckung der Mengen-Antinomien versucht, nämlich 1888 von Richard Dedekind und 1893 von Gottlob Frege, die beide die Arithmetik auf einem Mengen-Kalkül aufbauten. Da sich aber beide Kalküle wegen Axiomen, die unbegrenzte Mengenbildung ermöglichen, als inkonsistent erwiesen, rechnet man sie zur naiven Mengenlehre. Unter axiomatischer Mengenlehre versteht man also nur solche Axiomatisierungen, die durch restriktivere Mengenbildung diese Widersprüche der naiven Mengenlehre zu vermeiden suchen.
Zur Vermeidung von Widersprüchen schlug Bertrand Russell einen stufenweisen Aufbau der Mengenlehre vor und entwickelte  1903–1908 seine Typentheorie, die auch als Basis der Principia Mathematica 1910 diente. In ihr hat eine Menge stets einen höheren Typ als ihre Elemente. Unter anderem lässt sich die Aussage, eine Menge enthalte sich selbst als Element, mit der die Russellsche Antinomie gebildet wird, in dieser Theorie gar nicht formulieren. Die Typentheorie versucht also, durch eine eingeschränkte Syntax der zulässigen Klassen-Aussagen die Probleme zu lösen. Sie hat bei Russell selbst noch keine axiomatische Form, sondern wurde erst später zu einer relativ komplizierten axiomatischen Theorie ausgebaut. Ihre Widerspruchsfreiheit wurde von Paul Lorenzen nachgewiesen. Die  Widerspruchsfreiheit der auf der Typentheorie aufbauenden Principia Mathematica ist aber  aufgrund Gödels Unvollständigkeitssatz nicht beweisbar. Die Typentheorie der Principia Mathematica war in der Logik lange Zeit maßgebend, konnte sich aber in der Mathematikpraxis nicht durchsetzen, einerseits wegen ihrer Kompliziertheit und andererseits wegen ihrer Unzulänglichkeit. Sie genügt nämlich nicht, um Cantors Mengenlehre und die Mathematik zu begründen, da ihre sprachlichen Mittel zu schwach sind.
In der Mathematikpraxis setzte sich vielmehr im 20. Jahrhundert nach und nach die von Ernst Zermelo initiierte Form der axiomatischen Mengenlehre durch. Die Zermelo-Mengenlehre von 1907 ist sowohl die Grundlage der Zermelo-Fraenkel-Mengenlehre (ZFC) als auch alternativer Axiomensysteme. ZFC ergibt sich durch Ergänzung von Abraham Fraenkels Ersetzungsaxiom von 1921 und Zermelos Fundierungsaxiom von 1930. Die ursprünglich verbalen Mengenaxiome von Zermelo-Fraenkel wurden unter dem Einfluss von Hilberts Programm, das die Widerspruchsfreiheit grundlegender Axiomensysteme der Mathematik sichern sollte, später streng formalisiert. Die erste Formalisierung (ZFC ohne Fundierung) von Thoralf Skolem aus dem Jahr 1929 gab den Anstoß für moderne prädikatenlogische ZFC-Axiomensysteme. In ZFC konnte bisher kein Widerspruch mehr abgeleitet werden. Nachweislich widerspruchsfrei ist aber nur die allgemeine Mengenlehre, das ist nach Fraenkel die ZFC-Mengenlehre ohne Unendlichkeitsaxiom, für sie gab Zermelo 1930 ein Modell an. Für die komplette Zermelo-Fraenkel-Mengenlehre ließ sich Hilberts Programm aber nicht durchführen, da Gödels Unvollständigkeitssatz auch für sie gilt, so dass ihre Widerspruchsfreiheit unbeweisbar innerhalb der Zermelo-Fraenkel-Mengenlehre ist.
Die Widerspruchsfreiheit relativ zur Zermelo-Fraenkel-Mengenlehre ist auch für viele Erweiterungen, Verallgemeinerungen und Modifikationen gesichert. Zu ihnen gehört die Mengenlehre von John von Neumann von 1925, die auf dem Funktionsbegriff statt auf dem Mengenbegriff aufbaut und nicht nur Mengen, sondern auch echte Klassen einbezieht. Sie bildete den Ausgangspunkt für die Neumann-Bernays-Gödel-Mengenlehre, die ZFC für Klassen verallgemeinert und mit endlich vielen Axiomen auskommt, während ZFC Axiomenschemata benötigt. Noch allgemeiner ist die Ackermann-Mengenlehre von 1955, die Cantors Mengendefinition präzise axiomatisch zu interpretieren versucht. Arnold Oberschelp bettete 1974 ZFC in eine allgemeine axiomatische Klassenlogik ein, so dass seine Mengenlehre eine bequeme, syntaktisch korrekte Darstellung mit beliebigen Klassentermen erlaubt.
Zu den bekannten Axiomatisierungen, die sich nicht an Cantor oder Zermelo-Fraenkel orientieren, sondern an der Typentheorie, gehören die Mengenlehre von Willard Van Orman Quine (insbesondere dessen New Foundations (NF) aus dem Jahr 1937) und deren Erweiterung Mathematical Logic (ML) aus dem Jahr 1940.

## Cantors Mengenaxiome
Es ist bemerkenswert, dass es Cantor war, der 1898 erstmals eine Liste von Mengenlehre-Axiomen präsentierte. Er teilte seine Regeln zur Mengenbildung mit den Cantorschen Antinomien zusammen Hilbert und Dedekind brieflich mit. Sie wurden allerdings erst ab 1932 publiziert, so dass sie historisch nicht zur Wirkung kamen. Er formulierte unter anderem folgende fünf Regeln zur Bildung von Mengen bzw. fertigen Mengen (fert. M.):
- „Substituirt man in einer fert. Menge an Stelle der Elemente fertige Mengen, so ist die hieraus resultirende Vielheit eine fert. M.“[7]
- „Die Vielheit aller Theilmengen einer fertigen Menge M ist eine fertige Menge.“[7]
- „Jede Theilvielheit einer Menge ist eine Menge“.[8]
- „Jede Menge von Mengen ist, wenn man die letzteren in ihre Elemente auflöst, auch eine Menge.“[8]
- „Daß die ‚abzählbaren‘ Vielheiten {αν} fertige Mengen sind, scheint mir ein axiomatisch sicherer Satz zu sein.“[7] Der Index ν steht für endliche Kardinalzahlen.

In der Mengenlehre, die Cantor publizierte, nannte er solche Regeln nicht, sondern wandte sie stillschweigend an. Man findet dort aber auch gelegentlich unbewiesene Sätze, darunter folgende:
- „Daß es immer möglich ist, jede wohldefinierte Menge in die Form einer wohlgeordneten Menge zu bringen, [...].“[9]

Cantor dachte zwar, diese Regeln aus seiner Mengendefinition ableiten zu können, führte aber keine Beweise. Seine Regeln sind annähernd gleichwertig mit ZFC ohne Fundierung: Regel 1 entspricht Fraenkels Ersetzungsaxiom, Regel 2 dem Potenzmengenaxiom, Regel 3 dem Aussonderungsaxiom, Regel 4 dem Vereinigungsaxiom, Regel 5 ist gleichwertig zu Zermelos Unendlichkeitsaxiom; der letzte Satz, der sogenannte Wohlordnungssatz, ist gleichwertig zu Zermelos Auswahlaxiom. Es fehlt nur das Extensionalitätsaxiom.